# 财神庙街道
财神庙街道，是中华人民共和国内蒙古自治区包头市东河区下辖的一个乡镇级行政单位。

## 行政区划
财神庙街道下辖以下地区：
长胜街社区、龙泉社区、吕祖庙社区、福义街社区和红星社区。